# Kurt Axelsson
Pour les articles homonymes, voir Axelsson.
Kurt Axelsson, né le 10 novembre 1941 et mort le 15 décembre 1984 dans un accident de la route, est un footballeur suédois. Il évoluait au poste de défenseur central.

## Biographie
Il a été international suédois à 30 reprises entre 1966 et 1971 et il a participé à la coupe de monde de 1970.

## Carrière
- 1964-1967 : GAIS  Suède
- 1967-1973 : FC Bruges  Belgique
- 1973-1976 : AS Ostende  Belgique

## Palmarès
- 1 fois champion de Belgique avec le FC Bruges : 1973
- 2 fois vainqueur de la coupe de Belgique avec le FC Bruges : 1968 et 1970